# 台湾少年工
台湾少年工（たいわんしょうねんこう）とは第二次世界大戦期の日本に存在した工員の制度。

## 概要
第二次世界大戦時にアジア一帯に戦線を拡大した当時の日本は労働力不足となり、この労働力不足を解消することを目的として、1942年より台湾で募集された約8400人の少年工のことである。当時の日本は兵員の補充に忙しく若年の労働者不足が著しく関東一円で募集しても200人程度が集まるのみであった。このことから高座海軍工廠の責任者であった安田義達は、台湾総督であった長谷川清を訪れ台湾で募集したい旨を申し入れそれの協力を要請した。協力の内容は学校長や担任の教師に協力してもらうというものであった。
食費と生活費は公費から賄われ給料までもらえるという条件であった。働きながら勉強すれば旧制工業中学校卒業資格を得られ、将来は航空技師への道も開かれていた。終戦までの約二年間、厚木海軍飛行場に配属される雷電が製造され、約400人が旧制工業中学校卒業資格を得た。
戦後台湾少年工は台湾に帰り、同窓組織「台湾高座会」を結成する。2018年10月20日には神奈川県大和市で台湾少年工来日75周年を記念する歓迎大会が行われた。同日には座間市内に設置された、台湾少年工をたたえる顕彰碑の除幕式も行われた。元台湾少年工は高齢化しており、大規模な歓迎式典はこの回が最後となった。
　　

## その他
戦時中、彼らが暮らした寄宿舎の宿監、石川明雄を父にもつ元大和市議会議長の石川公弘により「二つの祖国を生きた台湾少年工（並木書房）」が出版された際には、李登輝より一文が寄せられた。